# 関本パーキングエリア

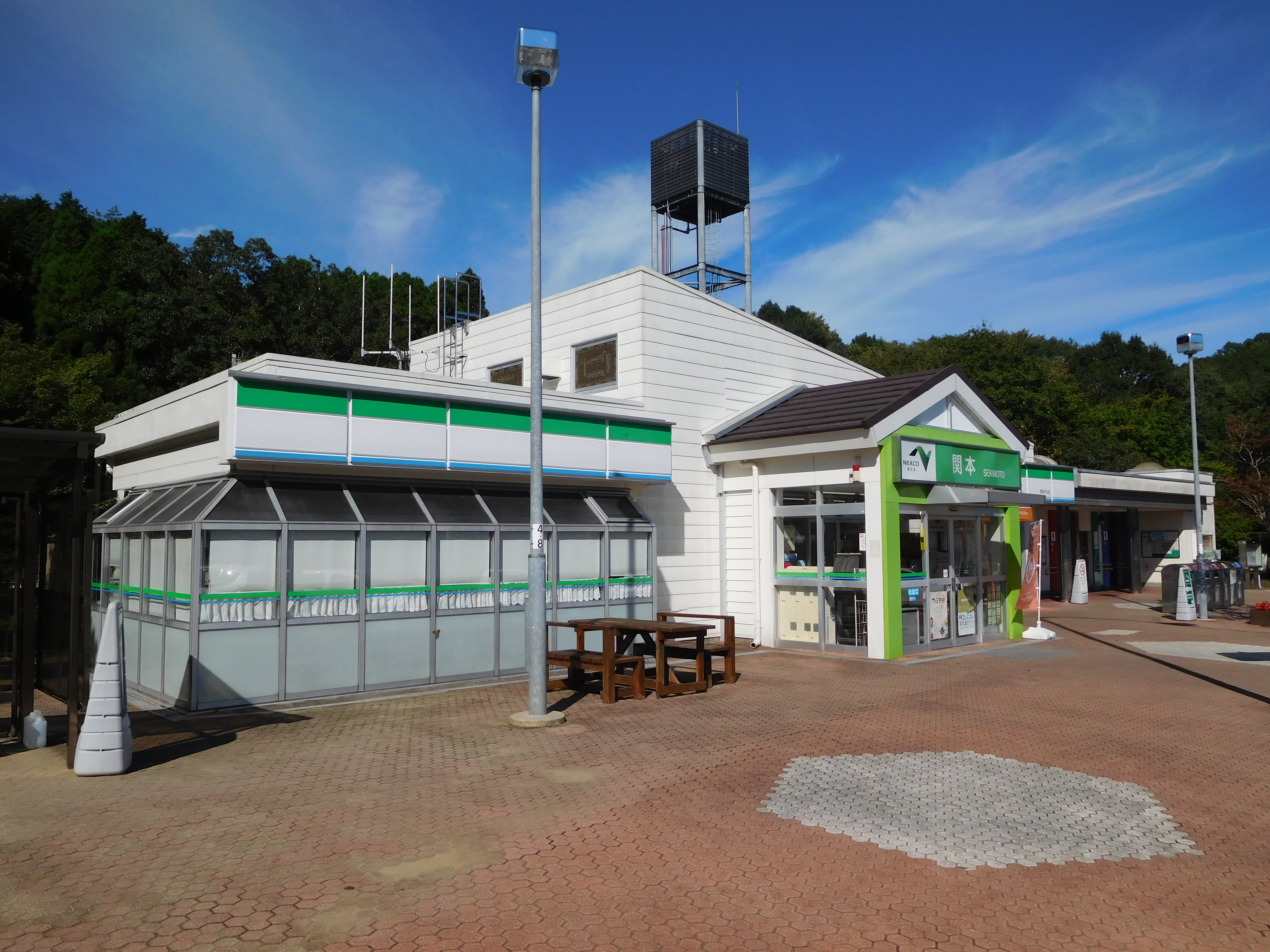
関本パーキングエリア（下り線）

関本パーキングエリア（せきもとパーキングエリア）は、茨城県北茨城市関本町関本上にある、常磐自動車道のパーキングエリア。
このPAから北へすぐの所に、福島県との県境がある。

## 施設

### 上り線（水戸・東京方面）
- 駐車場
  - 大型 14台
  - 小型 11台
- トイレ
  - 男性 大2（和式1・洋式1）・小5
  - 女性 5　（和式1・洋式4）
  - 車椅子用 1　
  - YASMOCCA
- スナック（7:30-19:30）
- ショッピング（7:30-19:30）
- 自動販売機

### 下り線（いわき・仙台方面）
- 駐車場
  - 大型14台
  - 小型11台
- トイレ
  - 男性 大2（和式1・洋式1）・小5
  - 女性 5　（和式1・洋式4）
  - 車椅子用 1
- ファミリーマート（24時間）
  - イーネットATM（管理：常陽銀行）

## 隣
E6 常磐自動車道
(14)北茨城IC - 関本PA - (15)いわき勿来IC